# Ischnomesus bacilloides
Ischnomesus bacilloides är en kräftdjursart som först beskrevs av Frank Evers Beddard 1886.  Ischnomesus bacilloides ingår i släktet Ischnomesus och familjen Ischnomesidae. Inga underarter finns listade i Catalogue of Life.